# Drugi srpski ustanak
Drugi srpski ustanak predstavlja drugu fazu Srpske revolucije protiv Osmanskog carstva, koja je izbila kratko po slomu Prvog srpskog ustanka 1804. – 1813. Drugi srpski ustanak je trajao od 23. travnja 1815. do 26. srpnja 1817.,te izborio je uspostavu autonomije za Srbe unutar sustava turske uprave, a nakon desetak godina urodit će i uspostavom Kneževine Srbije, kao autonomne jedinice u okviru Osmanskog carstva. 
Ratne operacije su u Drugom srpskom ustanku bile znatno kraće i manje nego u Prvom srpskom ustanku, ali je Rusija - koja nakon pobjede nad Napoleonom bila na vrhuncu snage i uživala potporu svih vodećih europskih Sila - mogla i bez izravne vojne intervencije osigurati za Srbe bolje uvjete. 

## Pozadina
Poslije propasti Prvog srpskog ustanka, srpski narod se našao u gorem položaju. Turci su nastavljali s ubijanjem ljudi, paljenjem sela, maltretiranjem... Mnoge srpske obitelji su pobjegle preko granice u Srijem i Banat.
Turska nije poštovala obveze koje su za nju proizilazile iz osme točke Bukureškog ugovora iz 1812. godine, kojima su bila predviđena stanovita prava za poražene Srbe.
U Beogradu je obnovljena vlast Sulejman Skopljak-paše. Proglašena je amnestija za sve srpske ustanike; u tom smislu je izvršena agitacija i u Srbiji i među izbjeglicama da se vrate iz Austrije natrag u Srbiju. Zajedno s narodom kome su stajali na čelu, Turcima su se predali neke vojvode i knezovi iz Prvog srpskog ustanka: arhimandrit Gligorije Radoičić, Miloš Obrenović, Lazar Mutap, Arsenije Loma, Milić Drinčić, Pavle Pljakić i Stanoje Glavaš "sa svojom družinom".
Međutim, amnestija nije bila provedena dosljedno - početak turske vlasti sa Sulejman Skopljak-pašom je obilježen terorom, nasilnim skupljanjem oružja, uvođenjem kuluka za opravku gradova i puteva, surovim utjerivanjem nameta u feudalnih obaveza.
Ovakva situacija je izazvala ponovno pojavljivanje hajduka, koji su i dalje održavali ratno stanje u zemlji. U Srbiji su s velikim zanimanjem praćeni međunarodni događaji, pogotovo poslije vojnog uspjeha Rusije protiv Napoleona. Prota Mateja Nenadović je uputio molbu ruskom caru Aleksandru da se Srbija pripoji Rusiji ili da dobije položaj kakve su imale Moldavija i Vlaška pod ruskim protektoratom.
Došlo je ponovo do susreta knezova koji su dobili onakvu ulogu koju su imali uoči prethodnog ustanka. Pomoću prote Mateje srpski knezovi su uputili molbe za pomoć Austriji, Rusiji i ostalim europskim silama koje su sudjelovale na Bečkom kongresu.
Zbog takve situacije izbilo je nekoliko buna, najznatnija u kojih je bila Haddži-Prodanova, koja je izbila u jesen 1814. godine u okolini Čačka. Ta je buna bila ubrzo ugušena, a u njenom gušenju sudjelovao je i sam Miloš Obrenović.

## Tijek ustanka
U proljeće 1815. godine izbija Drugi srpski ustanak. Za vođu ustanka je izabran Miloš Obrenović. Oružane borbe su trajale oko 4 mjeseca. Značajna je pobjeda ustanika kod Ljubića. Poslije ovog poraza, Porta upućuje kaznene vojne jedinice iz Bosne i Rumunjske prema južnoj i istočnoj granici Srbije, gdje su se koncentrirale ustaničke snage. Bosanska vojska je pretrpjela poraz na Dublju.
Oružani sukobi s turskom vojskom nisu imale onaj intezitet i one razmjere kao u Prvom ustanku. Dosta je utjecala i situacija na ruskom frontu i Napoleonov poraz; postojala je mogućnost ruske intervencije na osnovu osme točke Bukureškog ugovora, pa je Porta započela pregovore sa Srbima. Došlo je do pregovora Marašli Ali-paše i Kuršid-paše s Milošem Obrenovićem i zaključivanja usmenog dogovora Marašli Ali-paše i Miloša.

## Nakon prestanka borbi
Prestankom oružane borbe, nije okončano nastojanje za ostvarenje ciljeva postavljenih 1804. i 1815. godine. Srpski napor za boljim političkim statusom se ostvarivao putem dugotrajnih diplomatskih pregovora, u kojima je presudna i nadalje bila pomoć Rusije. 
Povlastice koje su postignute sporazumom iz 1817. godine (skupljanje danka od strane Srba, sigurnost od zloupotrebe spahija i drugih turskih činovnika, postavljanje knezova po nahijama, osnovanje Narodne kancelarije u Beogradu...) davale su Srbima izvjesnu samoupravu, koja je omogućavala dalji ekonomsko-društveni i politički razvitak.
Nakon narednog Rusko-turskog rata, Mirom u Drinopolju 1828. godine trajnije je riješeno srpsko pitanje. Sultan je 1830. i 1833. godine izdao dvije svečane povelje - hatišerifa, kojima je bila potvrđena samouprava Kneževine Srbije. Jednom od odredaba hatišerifa iz 1833. godine, feudalne obaveze srpskih seljaka su uračunate u godišnji danak koji je Srbija plaćala Porti. Ovim je formalno bilo riješeno i agrarno pitanje, te su ukinuti feudalni odnosi i efektivna turska vlast u Srbiji.